# Aeropuerto de Saransk
El Aeropuerto de Saransk (del ruso: Аэропорт Саранск) (IATA: SKX, ICAO: UWPS) es un aeropuerto ubicado 7 km al sureste de Saransk, capital de la República de Mordovia, Rusia. 
Está operado por la empresa "Aerolíneas de Mordovia" (del ruso: Авиалинии Мордовии).
El espacio aéreo está controlado desde el FIR de Penza (ICAO: UWPP).

## Pista
Cuenta con una pista de asfalto en dirección 02/20 de 2801 х 42 m  (9187 x 138 pies). Esta pista tiene un pavimento del tipo PCN 25 R/B/X/T/.